# 转售商
转售商是指不以自身消費為目的而购买商品或服务的公司或个人。這些公司或個人購買商品或服务後又會將商品和服務出售予他人。